# Základní dokument církve nebo náboženské společnosti
Základní dokument církve a náboženské společnosti v českém právním řádu je povinnou náležitostí návrhu její registrace podle zákona č. 3/2002 Sb., o církvích a náboženských společnostech. Pří řízení o registraci nebo o přiznání zvláštních práv nebo o zapsání evidované právnické osoby ministerstvo kultury podle § 14 odst. 1 písm. c) přezkoumá, zda činnost není v rozporu s tímto základním dokumentem. Registrována u ministerstva musí být i změna základního dokumentu, církev a náboženská společnost je povinna změny oznámit do 10 dnů. 
Základní dokument církve nebo náboženské společnosti, například statut, stanovy, řád a podobně, byl požadován již v § 13 zákona č. 308/1991 Sb. 

## Obsah základního dokumentu
Podle § 10 odst. 3 zákona č. 3/2002 Sb. musí tento dokument obsahovat:
- Název církve a náboženské společnosti, nezaměnitelný s názvem jiné, existující právnické osoby
- Poslání církve a náboženské společnosti a základní články její víry
- Sídlo církve a náboženské společnosti na území České republiky
- Statutární orgán s působností na území České republiky, způsob jeho jednání a ustanovování a další zmocněné orgány, případně osobní údaje členů těchto orgánů
- Organizační strukturu
- Způsob ustanovování a odvolávání duchovních a seznam používaných označení duchovních
- Způsob schvalování změn v tomto základním dokumentu, v jeho přílohách a v údajích v něm obsažených
- Začlenění církve a náboženské společnosti do struktur církve a náboženské společnosti mimo území České republiky
- Zásady hospodaření náboženské společnosti, získávání finančních prostředků, oprávnění k hospodaření, způsob naložení s likvidačním zůstatkem
- Práva a povinnosti osob hlásících se k církvi a náboženské společnosti
- Předmět podnikání a jiné výdělečné činnosti (ty mohou být pouze doplňkovou činností)